# FC Tarpeda Minsk
El FC Tarpeda Minsk (en bielorruso: ПФК Тарпеда Мінск, en ruso: ПФК Торпедо Минск) es un club de fútbol de Minsk, Bielorrusia. Fue fundado en 1947 y disputa sus partidos como local en el estadio Tarpeda. El equipo juega en la Liga Premier de Bielorrusia, la máxima categoría de fútbol en el país.

## Historia
Fue fundado en el año 1947 en la capital Minsk y su uniforme y colores están inspirados en el FC Torpedo Moscú de Rusia, aunque no llegaron a enfrentarse entre sí.
Durante el periodo soviético, el Tarpeda llegó a ganar la Liga Soviética de Bielorrusia en 5 ocasiones y ganó la copa nacional en tres ocasiones, la mayoría de ellos durante la década de los años 1960s.
Tras la caída de la Unión Soviética y la independencia de Bielorrusia, el Tarpeda fue uno de los equipos fundadores de la nueva Liga Premier de Bielorrusia fundada en 1992, en la cual terminó en la décima posición.
Por problemas financieros el  fue relegado de la Liga Premier de Bielorrusia a la Segunda División de Bielorrusia (tercer nivel) luego de quedar en Bancarrota en 2004, y desaparece en el año 2005, pero es refundado un año después y regresó en la cuarta categoría, desde la cual han ido escalando posiciones hasta encontrarse en la Primera División de Bielorrusia.

## Palmarés

### Era Soviética
- Liga Soviética de Bielorrusia: 5

1947, 1962, 1966, 1967, 1969
- Copa Soviética de Bielorrusia: 3

1947, 1962, 1968

### Era Independiente
- Segunda División de Bielorrusia: 1

2005